# تادوساک، کبک
تادوساک (به فرانسوی: Tadoussac) روستایی در منطقه شهری لا اوت-کوت-نورد ناحیه کوت-نور در استان کبک کانادا است. در سرشماری سال ۲۰۱۱ این روستا ۸۳۲ نفر جمعیت داشته‌است و مساحت آن ۷۴٫۵۹ کیلومتر مربع است.

## نگارخانه

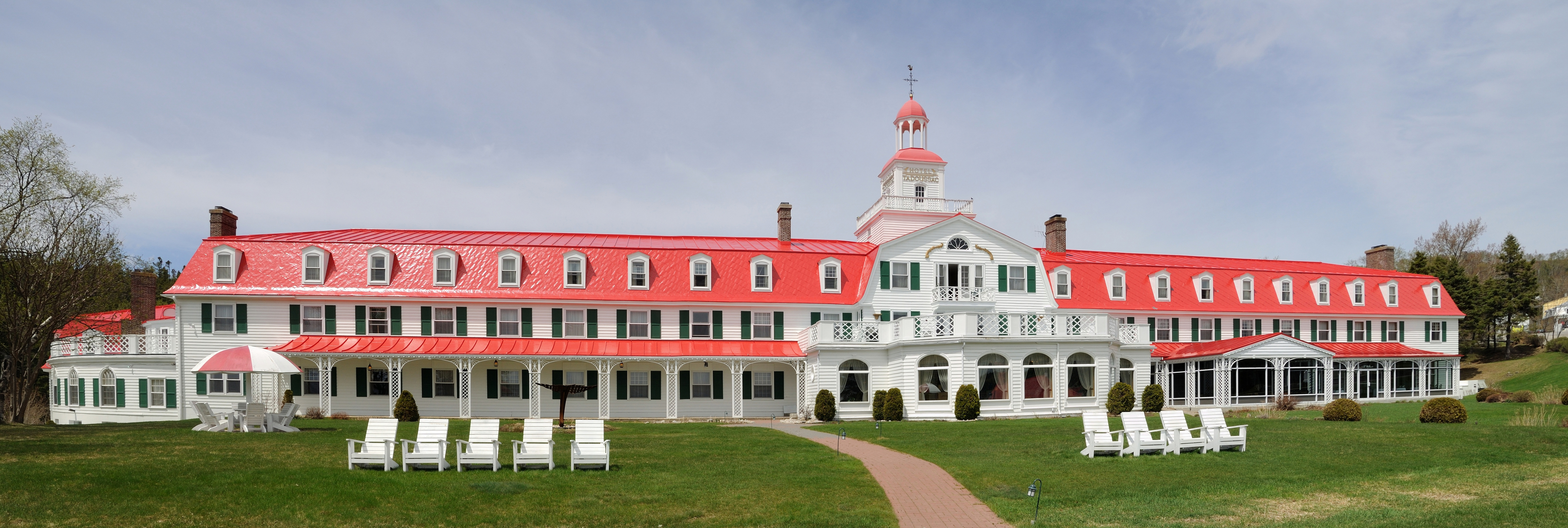
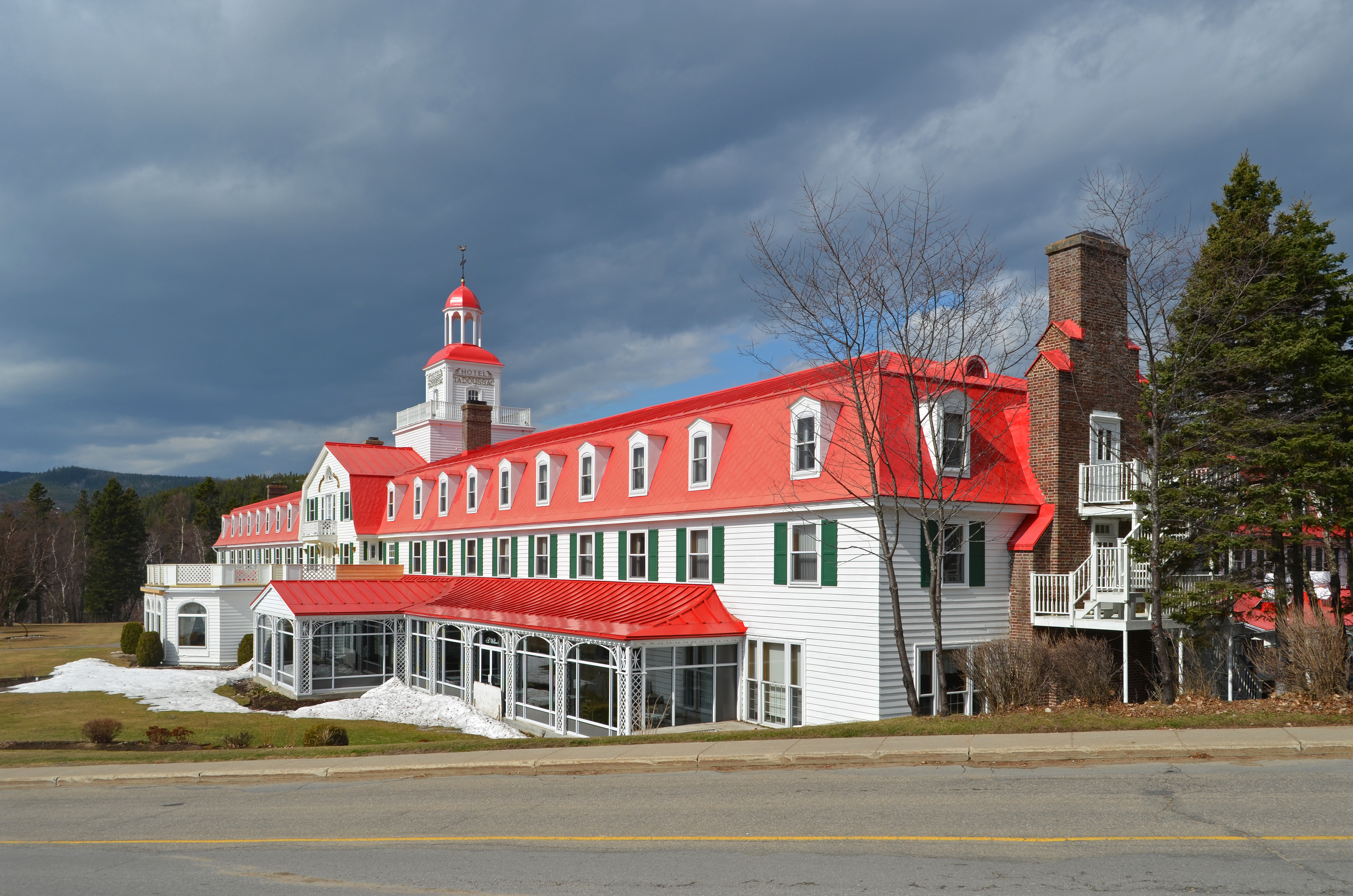
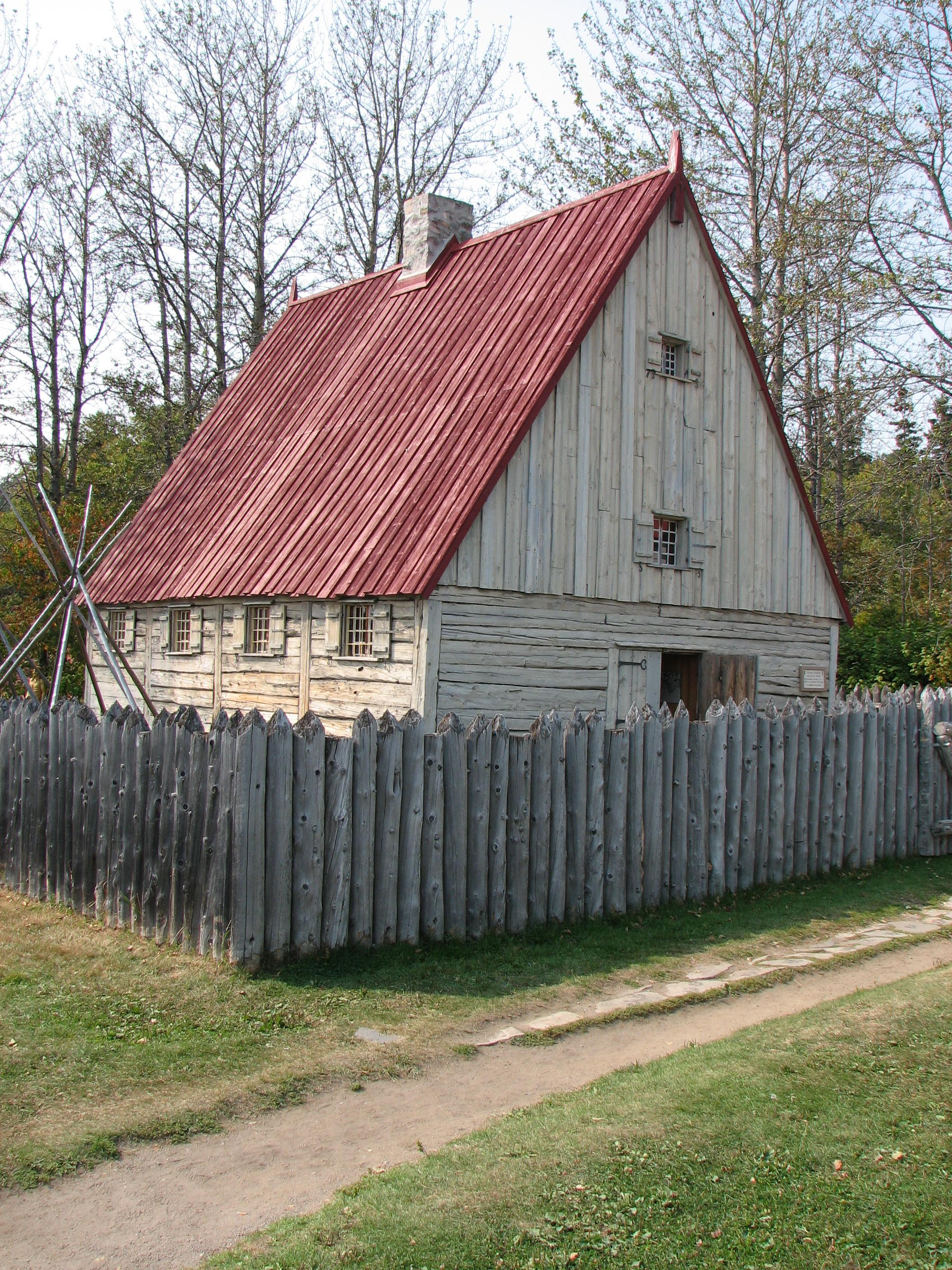
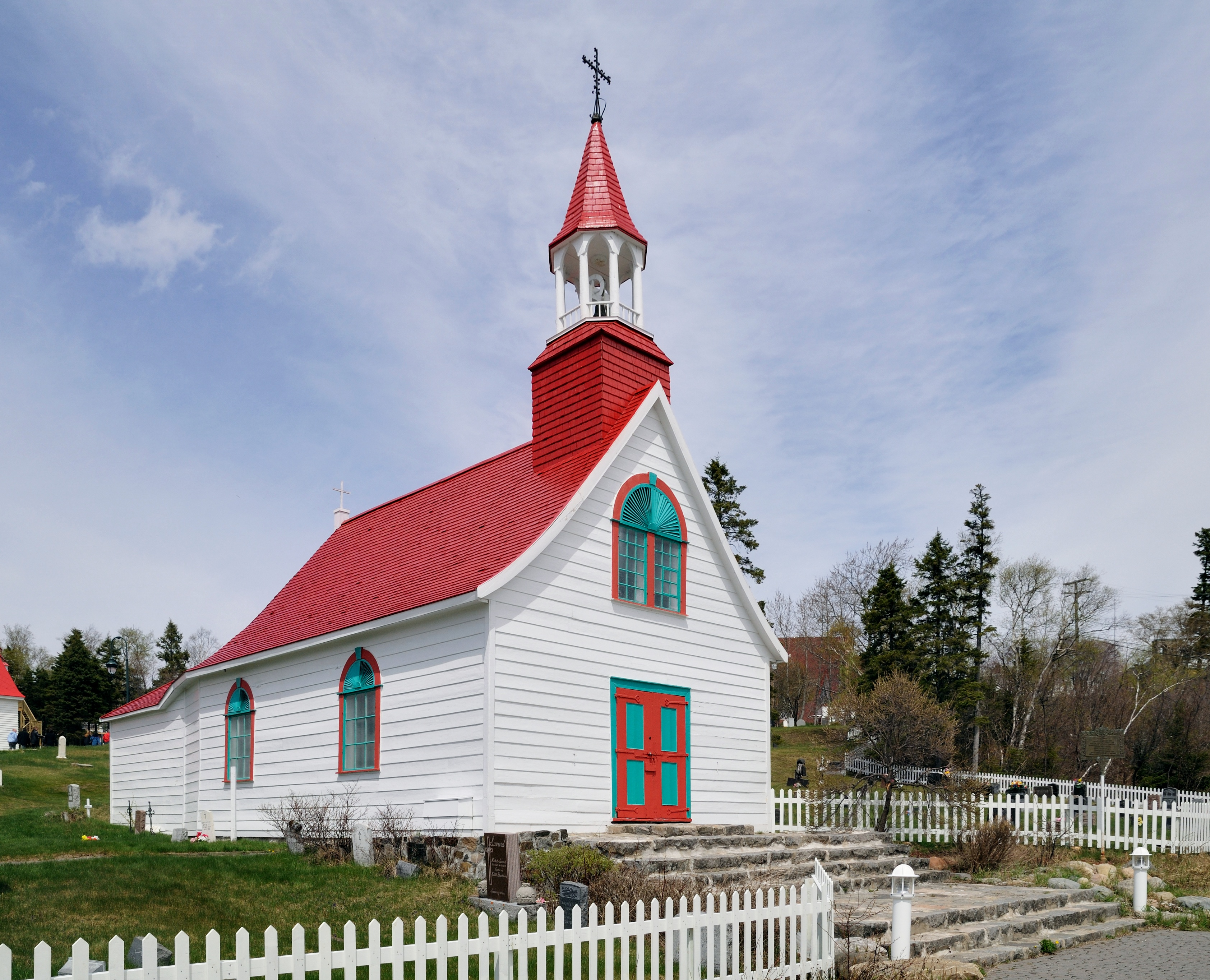